# El país de las mujeres
El país de las mujeres  é uma telenovela mexicana exibida pela Azteca e dirigida por Eloy Ganuza em 2002. Foi protagonizada por Rebecca Jones e Sasha Sokol com antagonização de José Alonso e Víctor González.

## Elenco
- Rebecca Jones - Bernarda
- José Alonso - Don Lucio
- Margarita Gralia - Natalia
- Sasha Sokol - Ana
- Víctor González - Daniel Cano
- Plutarco Haza - Bruno
- Fabiana Perzabal - Samantha
- Alejandra Prado - Loreta
- Carmen Madrid - Yaya
- Gabriela de la Garza - Fernanda
- Manuel Blejerman - Santiago
- Pedro Sicard - Vicente
- Carmen Beato - Consuelo
- Salvador Pineda - Aquiles
- Fabiola Campomanes - Renata
- Daniela Bolaños - Laura
- Eduardo Arroyuelo - Raúl
- Martha Acuña
- Lupita Sandoval - Sagrario
- Carlos Cobos - Oliverio
- Eduardo Victoria - El Alebrije
- Alejandro Lukini - Ignacio
- Álvaro Carcaño Jr. - Gerardo
- René Campero - Tino
- Juan Pablo Medina - Diego
- Rodolfo Arias
- Tomás Goros
- Carolina Carvajal - Romina "Romy"
- Alain Kuri - Ulises
- Maurice Dijkman - William
- Shari Gómez - Maggie